# Sertularia complexa
Sertularia complexa är en nässeldjursart som beskrevs av Clarke 1879. Sertularia complexa ingår i släktet Sertularia och familjen Sertulariidae. Inga underarter finns listade i Catalogue of Life.